# 政治暴力
政治暴力（せいじぼうりょく）とは、政治的目的で行使される暴力を指す。

## 概要
体制変革を伴う場合、権力者の権益と相容れない場合あるいは暴力で政治運動を叩き潰そうとする場合、言論の自由がない社会、平和的政権交代が保障されていない社会では、やむを得ない場合に行われることがある。
9・11以降、テロリズムの名の下で、犯罪行為と決め付けてしまおうとする傾向がある。しかし、政治暴力が弱い立場にある民衆の最後の抵抗の手段であることを看過してはならない。
また、大韓民国や台湾などでは国会での暴力や乱闘が行われる場合があるが、これも一種の政治暴力であろう。